# ヤーコブ・ヨルダーンス
ヤーコブ・ヨルダーンス（蘭: Jacob Jordaens、1593年5月19日 - 1678年10月18日）は、フランドルのバロック期の画家。
ピーテル・パウル・ルーベンス、アンソニー・ヴァン・ダイク同様、アントウェルペン派を代表する画家である。同時代の他の画家たちとは違ってイタリア絵画を学ぶため外国へ行くことはなく、画家としてのキャリアを通じてイタリア人画家たちの人間性や優雅さへの追求には無関心だった。ヨルダーンスは低地諸国への短期旅行をした以外は、人生の大半をアントウェルペンで過ごした。
ヨルダーンスは画家アダム・ファン・ノールトに8年間師事し、後に芸術家ギルドの聖ルカ組合の一員となった。画家として揺るぎない地位を築くと、タペストリのデザインも行っている。ルーベンスと同様に、祭壇画、神話画、寓話画を描き、1640年のルーベンスの死後、アントウェルペン最重要の画家となった彼のもとへ肖像画や大作の依頼が相次いだ。しかしながら、今日彼が最もよく知られるのは、同時代の芸術家ヤン・ブリューゲル (父)と同様の手法でことわざや格言をもとにして描いた『酒を飲む王様』、『大人が歌えば子供が笛吹く』といった風俗的主題の作品によってである。ヨルダーンスの作品にはルーベンス、ブリューゲル一族以外にヤコポ・バッサーノ、パオロ・ヴェロネーゼ、カラヴァッジョら北イタリアの画家の影響が見られる。

## 生涯

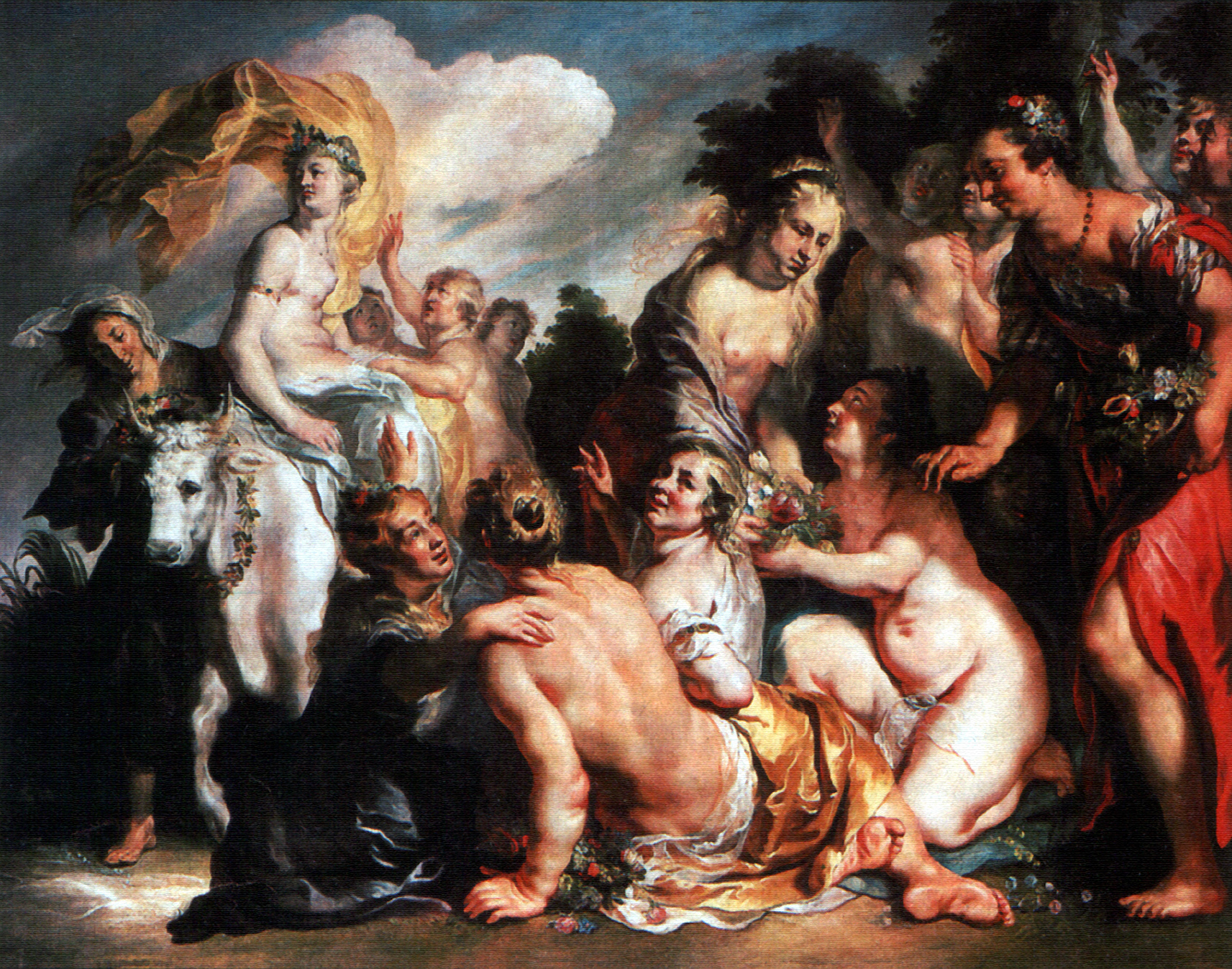
『エウロペの略奪』（1615年 - 1616年）
絵画館（ベルリン）

ヤーコブ・ヨルダーンスは1593年5月19日に、11人兄弟の長男としてアントウェルペンに生まれた。父親は裕福な麻織物商人で同名のヤーコブ・ヨルダーンスで、母親はバルバラ・ファン・ウォルシャテンである。ヨルダーンスが幼少期にどのような教育を受けたのかははっきりしておらず、両親の社会的地位にふさわしい十分な教育を受けることができたのではないかと考えられているに過ぎない。ただしこのことはヨルダーンスの美しい筆跡、フランス語能力、そしてギリシア・ローマ神話に対する知識からある程度裏付けることができる。ヨルダーンスがキリスト教に精通していたことは自身が描いた多くの宗教画から明らかであり、後にカトリックからプロテスタントへと改宗したことから聖書への造詣も深かったと考えられる。ルーベンスと同じくアントウェルペンの画家アダム・ファン・ノールトのもとで修行し、ヨルダーンスにとってファン・ノールトが最初で最後の師となった。修行時代のヨルダーンスはファン・ノールトの家に下宿しており、その家族とも非常に親密な関係を築いている。8年間をファン・ノールトの徒弟として過ごし、その後芸術家ギルド聖ルカ組合には「水彩画家」として登録された。17世紀当時には水彩画材はタペストリーの下準備や油彩画の下絵など補助的な役割に使用されることが多かったもので、初期のヨルダーンスの水彩画は一切現存していない。ヨルダーンスは1616年のギルド加入と同時に師であるファン・ノールトの三人姉妹の長姉アンナ・カタリナ・ファン・ノールトと結婚し、1618年には幼少期を過ごしたアントウェルペンのホフストラートに家を購入している。その後1639年には、20年前にルーベンスがしたのと同様に隣家も購入し、居住空間と工房とを拡張し、1678年に死去するまでこの家に住み続けた。

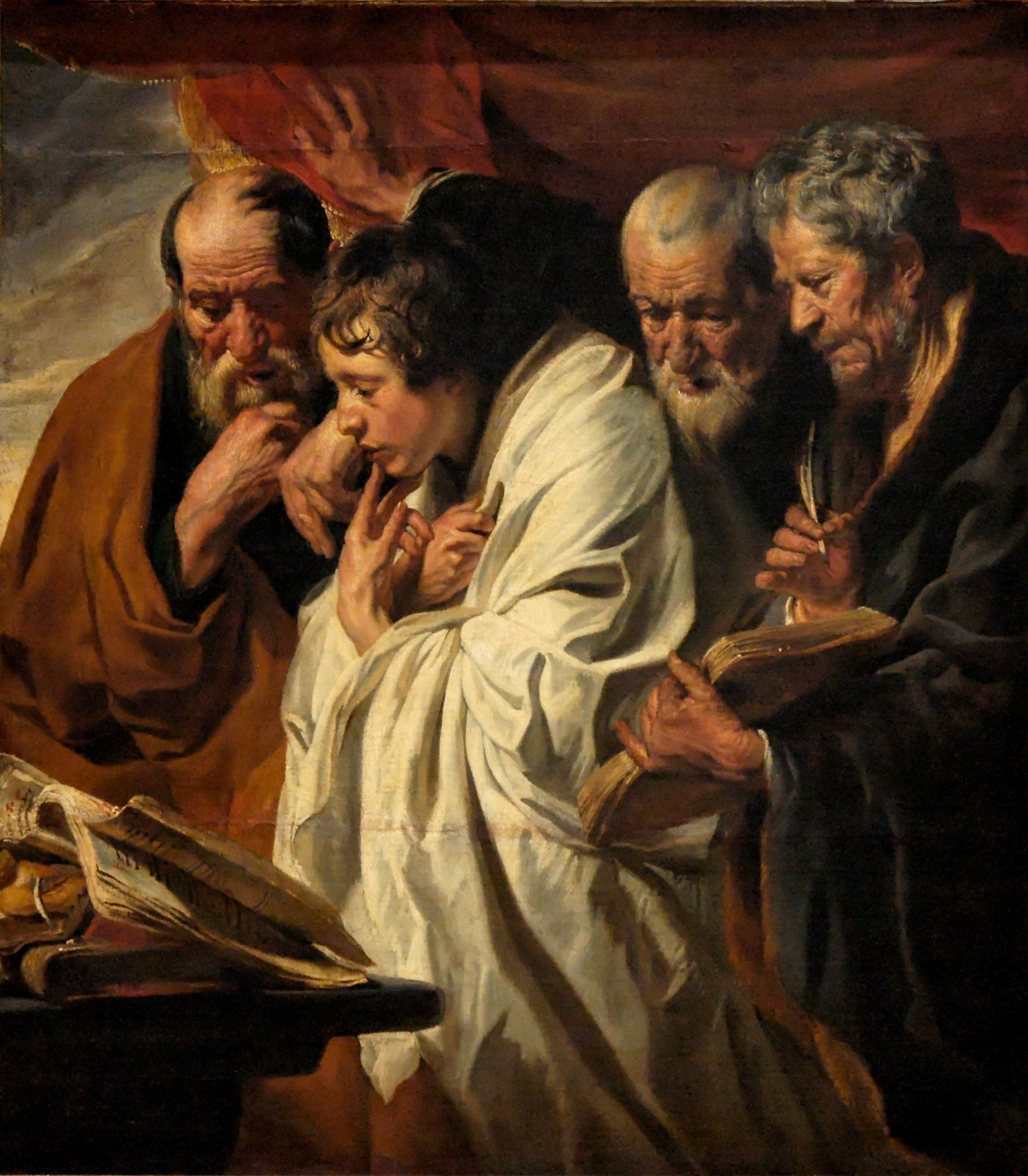
『四福音書記者』（1625年 - 1630年頃）
ルーヴル美術館（パリ）

ヨルダーンスは当時の他の画家とは違って、古典古代芸術やルネサンス芸術を学ぶためにイタリアへ旅したことはなかった。ただし、その代わりに北ヨーロッパで入手可能なイタリア人芸術家たちの版画や作品の研究に没頭した。ティツィアーノ、ヴェロネーゼ、カラヴァッジョ、バッサーノらの版画、複製画あるいはカラヴァッジョの『ロザリオの聖母』のように本物の作品を研究していたことが分かっている。しかしながらヨルダーンスの作品は伝統的なフランドル絵画であり、特にピーテル・ブリューゲル（父）が描いた風俗画のように、ありふれた市井の人々の喜びに満ちたフランドルの生活風景を素朴に描きだしている。当初ヨルダーンスに絵画制作を依頼したのはフランドルの富裕層や聖職者だったが、画家としての名声が高くなるとヨーロッパ各地の宮廷や行政府からの依頼が舞い込むようになった。油彩画の大作をこなすかたわらでタペストリのデザインも多く手がけており、水彩画家として初期に修行した成果がそのキャリアに反映されている。

ヨルダーンスは弟子の多さでも特筆される画家である。ギルドの聖ルカ組合には、1621年から1667年にかけて15名の公式な弟子を持っていたという記録がある。公的機関の文書にもその他に6名の弟子がいたと記載されていることから、このような公式記録として残っている人数よりもさらに多くの弟子を持っていたのではないかと考えられている。弟子の中にはヨルダーンスの従兄弟や息子の名前も載っている。ルーベンスなど当時のほかの芸術家の工房と同様に、ヨルダーンスの工房でも助手や弟子たちが絵画制作に大きな役割を果たしていた。ヨルダーンスの弟子たちの中で後に有名な画家になった者は多くはないが、当時ヨルダーンスの工房は高い評価を受けており、ヨーロッパ各地の若い芸術家たちからは魅力ある働き場所だと見なされていた。

## ルーベンスからの影響

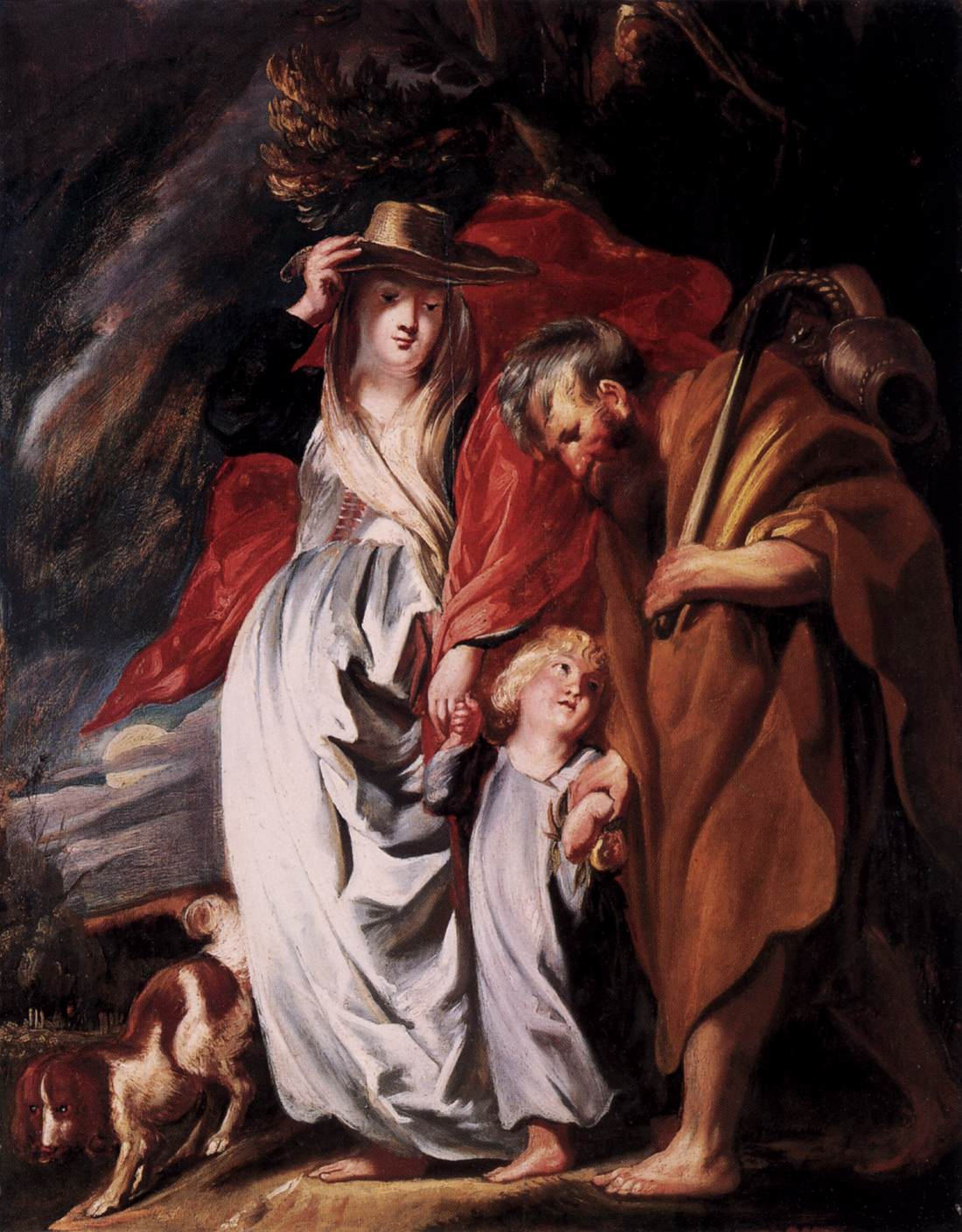
『エジプトから帰還する聖家族』（1616年頃）
絵画館（ベルリン）

ヨルダーンスはルーベンスから非常に大きな影響を受けた画家である。ルーベンスが油彩画を制作する下準備としてルーベンス自らが描いた下絵を大きく引き伸ばす仕事をヨルダーンスが請け負ったこともあった。そしてルーベンスの死後、ヨルダーンスはアントウェルペンでもっとも尊敬される画家の一人となっている。ルーベンスと同じくヨルダーンスも暖色系の色使いで自然主義 (en:Naturalism (arts)) の絵画を描き、キアロスクーロとテネブリズムといった明暗法の技術を多用した。ヨルダーンスは単なる肖像画家ではなく、モデルの人間性までを表現することに秀でた画家だった。ヨルダーンスが描いた伝統的な暮らしをおくる農夫や、オランダの教訓を題材とした大規模な風俗画はヤン・ステーンにも影響を与えている。ヨルダーンスは決して特定の絵画ジャンルを専門とした画家ではなかったが、ことわざや格言をもとにした、様々な年齢層の人々がさんざめく祭りの宴会の情景を何度も好んで描いた。これらの作品には猥雑さの要素も含まれている。ヨルダーンスは画家としてのキャリアを通じてルーベンスが描いたモチーフを下敷きにすることがあったが、ルーベンスよりも写実性を追及する傾向にあり、多数の人物を画面に配する構成や風刺的主題を、宗教画や神話画であっても好んで採用した。『プロメテウス』（1640年頃）はルーベンスと、ルーベンスと交流のあった画家フランス・スナイデルス両人の影響が見られる作品である。ルーベンスとスナイデルスの合作『縛られたプロメテウス』（1611年 - 1612年）をもとにして描いた作品だが、ヨルダーンスの作品はより希望が見られる構成となっている。

## 画題

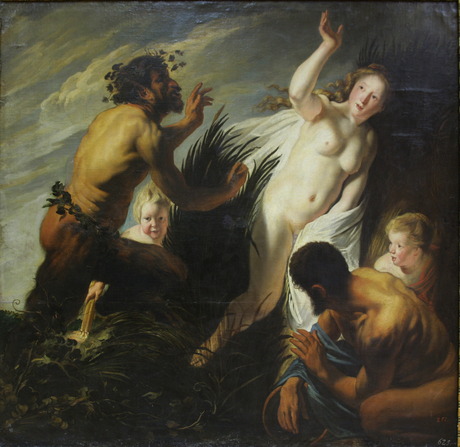
『パンとシュリンクス』（1620年頃）
王立美術館（ブリュッセル）

ヨルダーンスはよく知られている人物画だけではなく、聖書のエピソード、ギリシア・ローマ神話、寓意などをモチーフにした絵画を描いており、さらには銅版画の分野にも作品を残している。神話画も含む歴史画を描くことが多かったが、『大人が歌えば子供が笛吹く』のようなフランドルに伝わることわざや格言を絵画化した作品や、『酒を飲む王様』のようなフランドルの祭りを描いた作品なども残している。動物画も好んでいたと考えられており、雌牛、馬、鶏、猫、犬、羊など生活に身近な動物を多く描いている。ヨルダーンスの動物や人々の日常的な暮らしぶりを描いた絵画群は、その生涯を語る上でつねに用いられ、引き合いに出される作品になっている。1640年にルーベンスが死去するとヨルダーンスはアントウェルペンの画家の第一人者となり、主に北ヨーロッパ諸国の宮廷から絵画制作依頼を受けるようになった。ルーベンスの遺産相続人から、スペイン王フェリペ5世の依頼による、未完のままに残されていたヘラクレスとアンドロメダを描いた作品の仕上げを依頼されたこともあった
1635年から1640年にかけてルーベンスが晩年の通風の発作に苦しんでいた時期に、フェルナンド・デ・アウストリアが新しくスペイン領ネーデルラント総督に就任し、1635年に赴任することを祝う式典のために、ヨルダーンスはルーベンスがデザインしたスケッチに従ってアントウェルペンで飾り付けの仕事を担当している。このときにヨルダーンスが担当した美術品は現存していない。ヨルダーンスは1639年から1640年に、イングランド王チャールズ1世からグリニッジにある王妃ヘンリエッタの別邸に飾る絵画製作依頼を受けたが、これももともとはルーベンスが依頼を受けかけていた仕事で、当時のルーベンスの健康状態が悪化していたためにヨルダーンスに依頼が回ってきたものである。

ヨルダーンスは1636年から1681年にかけて行われたスペインのエル・プラド王宮の装飾の一部を担当しており、ルーベンスの下絵をもとに描かれた『アポロンとパン』（1637年）と『ベルトムヌスとポモナ』（1638年）の2点の神話画がヨルダーンスの作品と考えられている。その他『ティタン族の滅亡』、『ペレウスとテティスの結婚』、『龍の牙を折るカドモス』もヨルダーンスの作品と見なす研究家もいるが、異論もあり定説を見ていない。1661年は新築されたアムステルダムの市庁舎に、3点のルネット壁画を描く依頼を受けている。

## 信仰

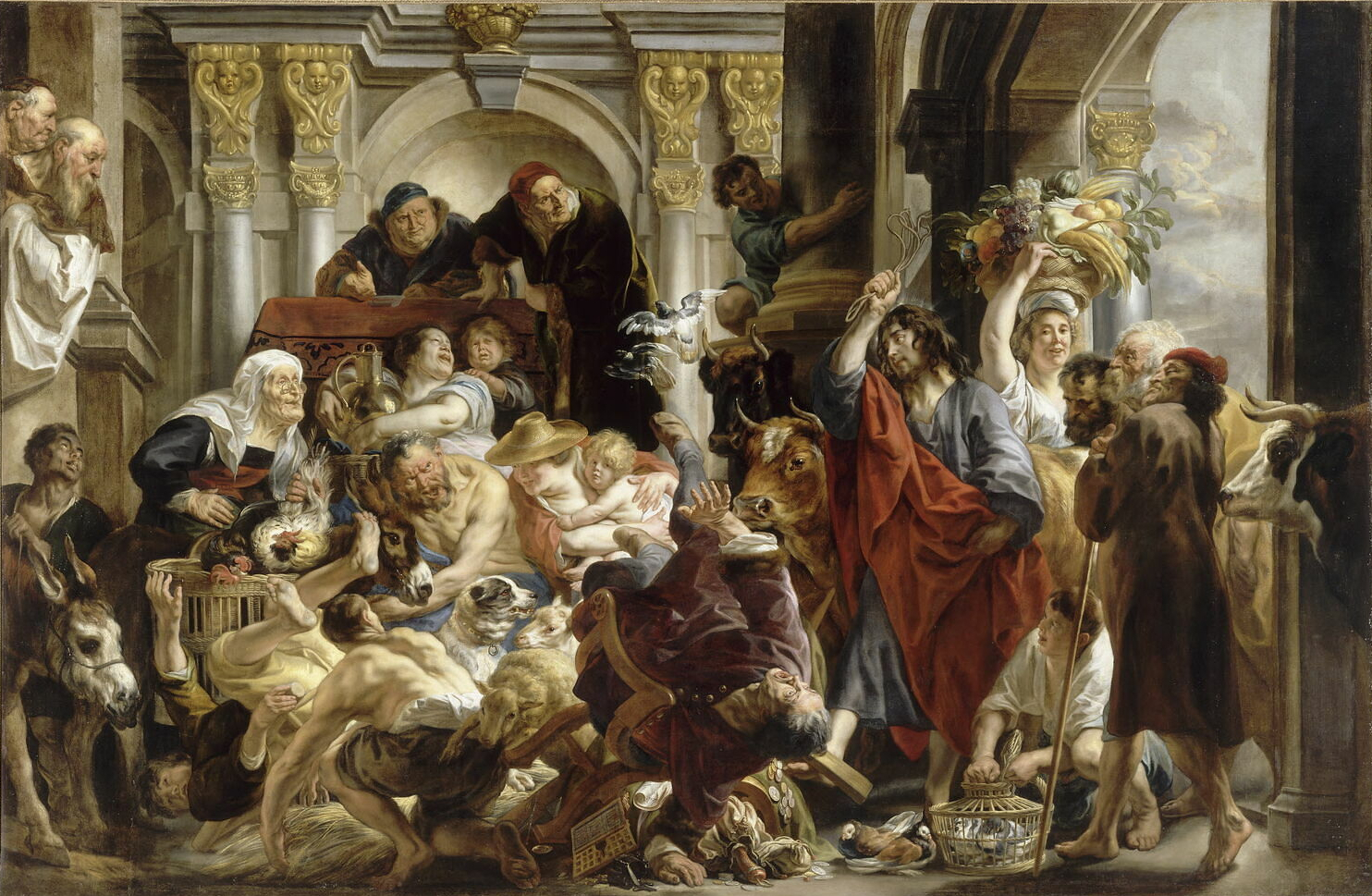
『神殿から商人を追い払うキリスト』（1645-50年頃）
ルーヴル美術館（パリ）

カトリックの擁護者だったスペイン・ハプスブルク家統治下の当時のアントワープでは、プロテスタント教派は禁じられていたが、晩年のヨルダーンスはカトリックからプロテスタントへと改宗している。ヨルダーンスは1651年から1658年にかけて、中傷的あるいは異端的文書を書いたとして200ポンド15シリングの罰金を科せられた。それでもなお、ヨルダーンスのもとにはカトリック教会から内部装飾用の美術作品制作依頼が途切れることはなかった。
1877年にはアントウェルペンのプッテに、ヨルダーンスと、同僚の二人の画家シモン・デ・パペとアドリアーン・ファン・スタルベムト (Adriaan van Stalbemt) の記念碑が建てられている。ここは数年前に取り壊された小さなプロテスタント教会と墓地の敷地内だった場所である。1678年10月にヨルダーンスはフランドルを襲った謎の疫病に罹患し、死去した。同じ日にヨルダーンスと同居していた未婚の娘エリザベトも死去し、ベルギー国境近くの北部の小さな村プッテのプロテスタント教会墓地の一つの墓に共に埋葬された。ヨルダーンスの死から一年後、息子から25フランドルポンドの寄付と、女子孤児院への絵画の寄付の申し出があった。これはヨルダーンスが残した遺書によるものだと考えられているが、この遺書は現在伝わっていない。ヨルダーンスの人柄は周囲の人々が広く認めるところで、ヨルダーンスを称賛する記録が多く残されている。

ヨルダーンスの晩年1652年ごろから、その独創性と作品の質は明らかに落ちている。それまでの鮮やかな暖色系の色使いから青色や灰色などの寒色系の色彩を好むようになり、ぼんやりとした茶系の絵の具で明暗をつけている。さらにキャンバスの下地が透けて見えるほどに薄い彩色の作品を描くようになった。しかしながら、プロテスタント改宗後の宗教画や自宅に飾っていた『キューピッドとプシュケ』の連作など例外といえる作品もある。

## 代表作

### 『羊飼いの礼拝』

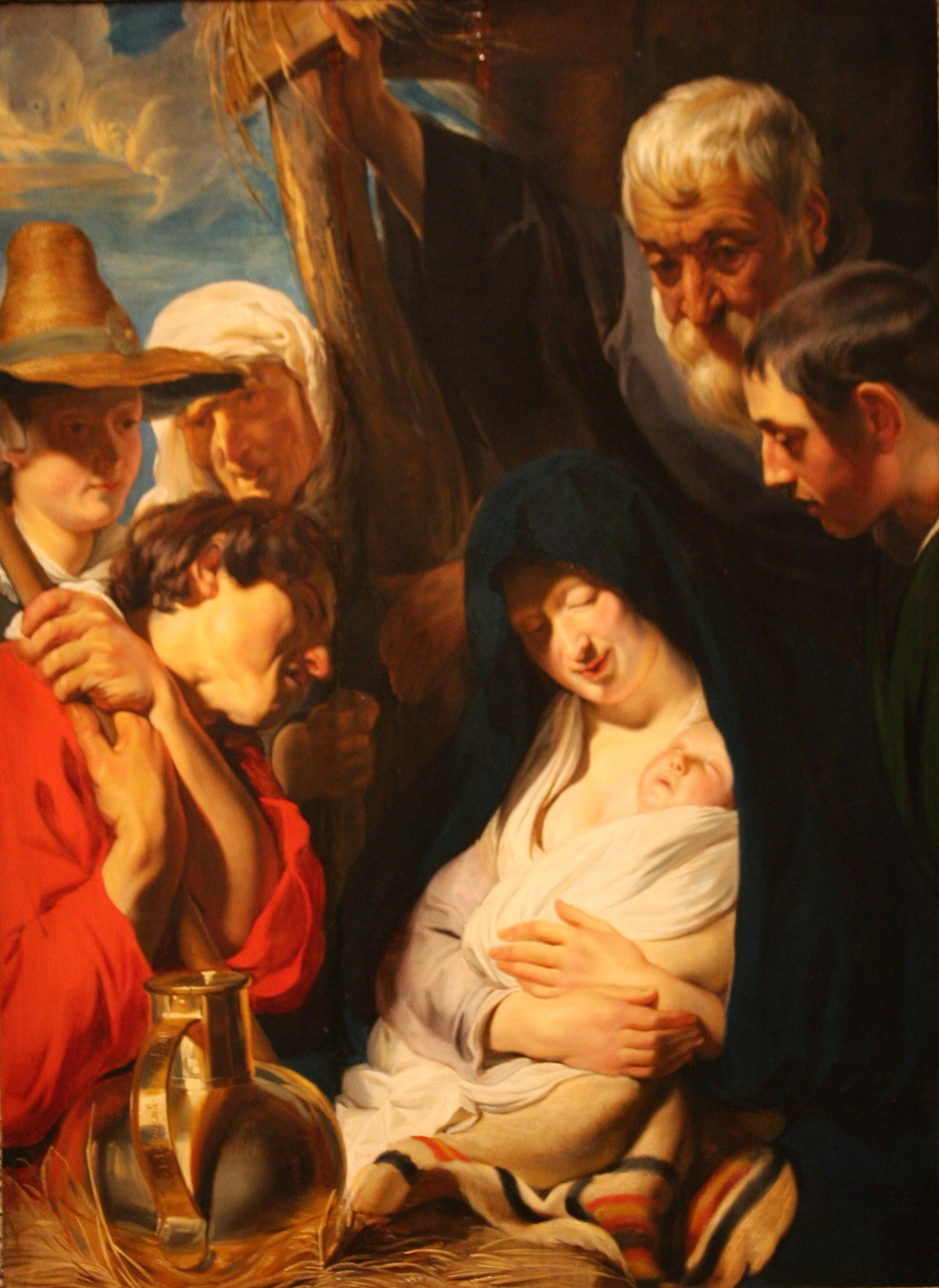
『羊飼いの礼拝』（1618年）
国立美術館（ストックホルム）

『羊飼いの礼拝』には複数のヴァージョンが現存している。いずれも幼児キリストをかき抱く聖母マリアと、二人を崇拝しているフランドル風の衣装を身に着けた羊飼いたちを描いた作品である。キリスト以外の人物はひとかたまりになった半身像で表現され、この場面が親密さにあふれていることを強調している。
1616年以前のヨルダーンスはマニエリスムの華やかで明瞭な色使いに興味を持っていた。しかし『羊飼いの礼拝』は色使いよりも光を描写することで人物像を浮かびあがらせる技法を試している。これはヨルダーンスがカラヴァッジョの作品から影響を受けたことを意味する。『羊飼いの礼拝』は聖ヨセフがかかげる蝋燭が主たる光源になっており、この作品における光の表現手法は、独自の明暗技法を発展させたアダム・エルスハイマーからの影響も見られる。そのほかカラヴァッジョからは写実主義も取り入れており「聖母マリアと幼児キリストは素朴で飾り気なく描かれ、そこにはわずかな理想化も存在しない」とされている。

ヨルダーンスは『羊飼いの礼拝』を少なくとも6点描いている。密着した半身の人物像で描くことが多く、観るものの注意が人物像にのみ向けられるように場面を小さく切り取ったような構成で描かれている。この構成は作品の物語性を強め、さらに描かれている人物たちの感情表現を際立たせる目的で採用されている。

### 『サテュロスと農夫』

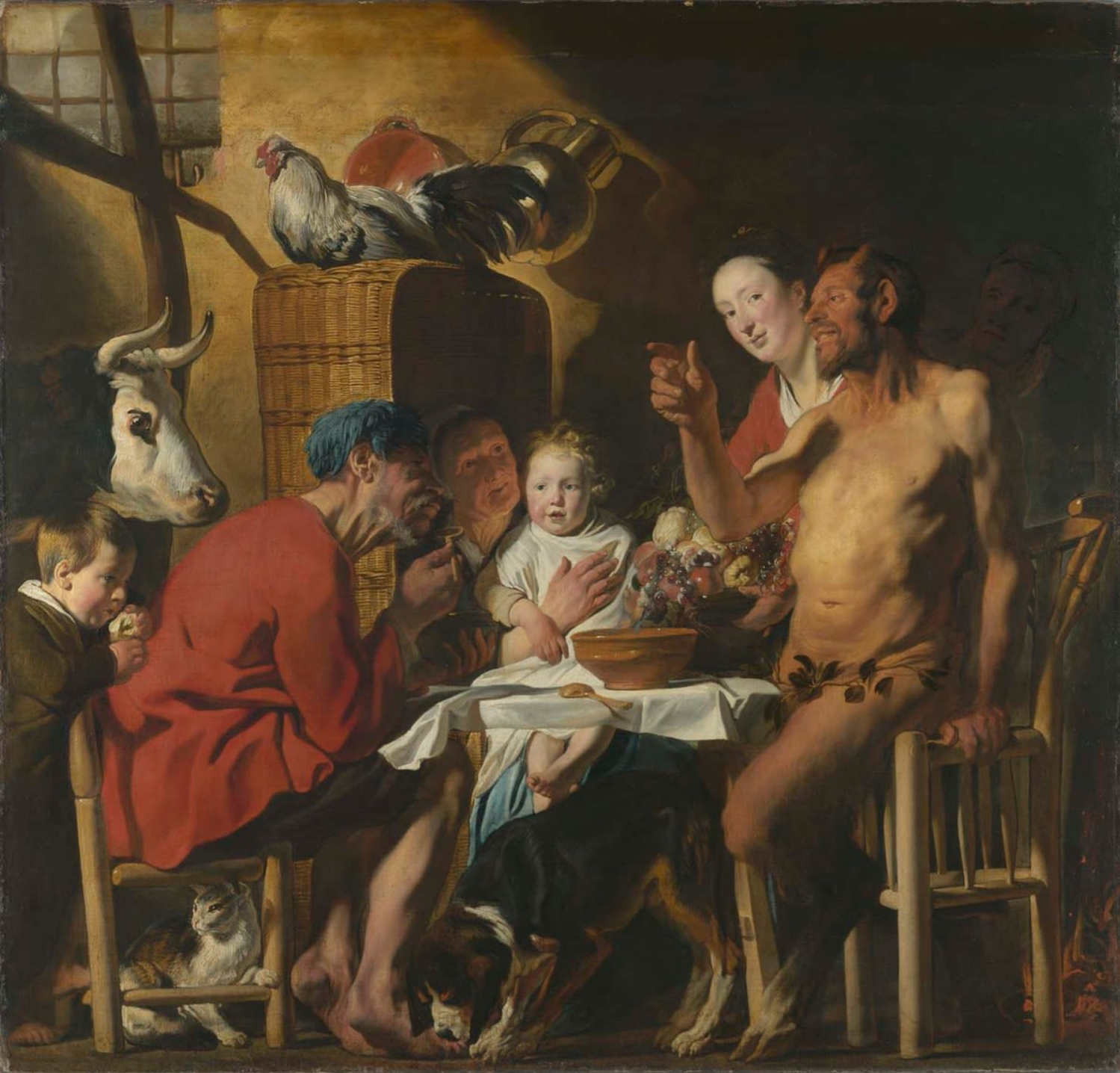
『サテュロスと農夫』（17世紀前半）
アルテ・ピナコテーク（ベルリン）

『サテュロスと農夫』は『イソップ物語』からの道徳的寓話を描いた絵画で、ヨルダーンスはこの主題の作品を多く描いている。この寓話は一人の男とギリシア神話の聖霊サテュロスとの会話から始まる。ある寒い日に二人が話しているときに、男が自分の手に息を吹きかける。サテュロスがなぜそのようなことをするのか問いかけると、男は自分の手を暖めるためだと答えた。そのあと二人は食事の席に着き、男が今度は熱い食べ物が入っている皿を持ち上げて息を吹きかけた。再びサテュロスがそのようなことをする理由を尋ねると、今度は男は熱い食べ物を冷ますためだと答えた。するとサテュロスは男に向かって「お前との友情はこれまでだ。口から熱い息も冷たい息も同じように出せる男だとは思ってもいなかった」と吐き捨てた。この寓話の教訓は人間の多面性を表現したものだが、ヨルダーンスがこの場面を描いたのは寓話に興味を惹かれたためではなく、単に農夫が登場する場面を描きたかっただけだとする研究者もいる。
アルテ・ピナコテークが所蔵するヴァージョンでヨルダーンスが描いたのは、サテュロスが農夫に対してもうお前を信用できないと言い放った瞬間である。食べ物を口にしている農夫を尻目に、サテュロスは農夫の家を後にしようとして出し抜けに手を振り上げている。ヨルダーンスはこの物語の場面を農夫の家に設定し、雄牛、犬、猫、雄鶏を家財道具と人々の周りに配置して描いた。様々な年齢層の人々がテーブルを取り巻いており、農夫の後ろに立つ少年、幼児を抱く老女、サテュロスの肩越しに顔を覗かせる若い女性が描かれている。

ヨルダーンスが人物を描く際の特徴として、絵画前面に人物を配置して狭い空間に押し込めるように表現する作風があげられる。明暗法であるテネブリズムとキアロスクーロを多用することによって描く人物に劇的な効果を与え、この『サテュロスと農夫』では画面中央の老女に抱かれた幼児の表現に顕著となっている。画面最前面に薄汚れた農夫の脚を描くことで写実主義も表現しており、ここには当時のフランドル絵画で流行していたカラヴァジェスティの影響が見られる。ヨルダーンスは1620年から1621年ごろにかけて、この題材を扱った作品を二点描いており、アルテ・ピナコテークが所蔵するこのヴァージョンに描かれている若い女性は『羊飼いの礼拝』と同じ女性をモデルとしていると考えられている。ヨルダーンスが同じ題材をモチーフとして同様の作風で描いた多くの作品や模写と同様に、この『サテュロスと農夫』も助手や弟子たちの教育用手本として描いた絵画であり、ヨルダーンス独自の特徴はあまり見られない作品でもある。

### 『画家の家族』

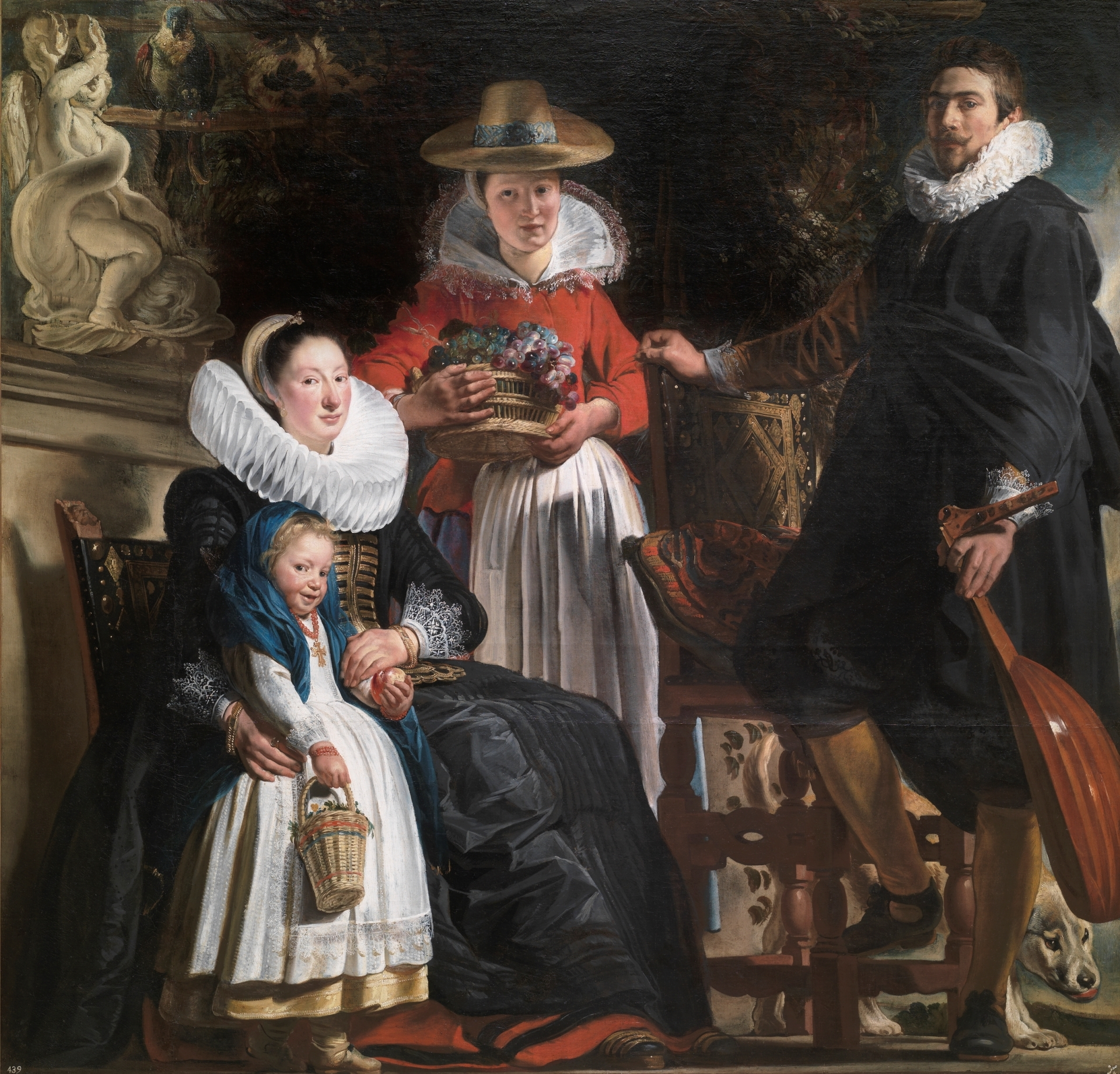
『画家の家族』（1621年 - 1622年）
プラド美術館（マドリード）

『画家の家族』はヨルダーンス自身の自画像と、妻カタリナ・ファン・ノールト、娘エリザベトを描いた肖像画である。1617年に生まれた娘のエリザベトが4歳くらいの外見で描かれていることから、1621年から1622年ごろの作品と考えられている。描かれている家族は、この作品を観るものすべてを歓迎して招き入れるかのように表現されている。ヨルダーンスは家族の肖像に古くからの伝統である愛の庭園 (Jardin d'amour) を描き出した。この絵画の意味を理解させるために、ヨルダーンスは多くの寓意をこの作品に描きいれている。「背後に描かれている絡まりあったブドウのつるは、この夫婦が一心同体であること」を、エリザベトが手に持つ果物は愛情を、花々は無垢と純真をそれぞれ意味している。そのほか、画面左上の木に止まったオウムは夫婦間の貞節を、右下の犬は忠誠と信頼を表している。

### 『貢の銭を探す聖ペトロ』

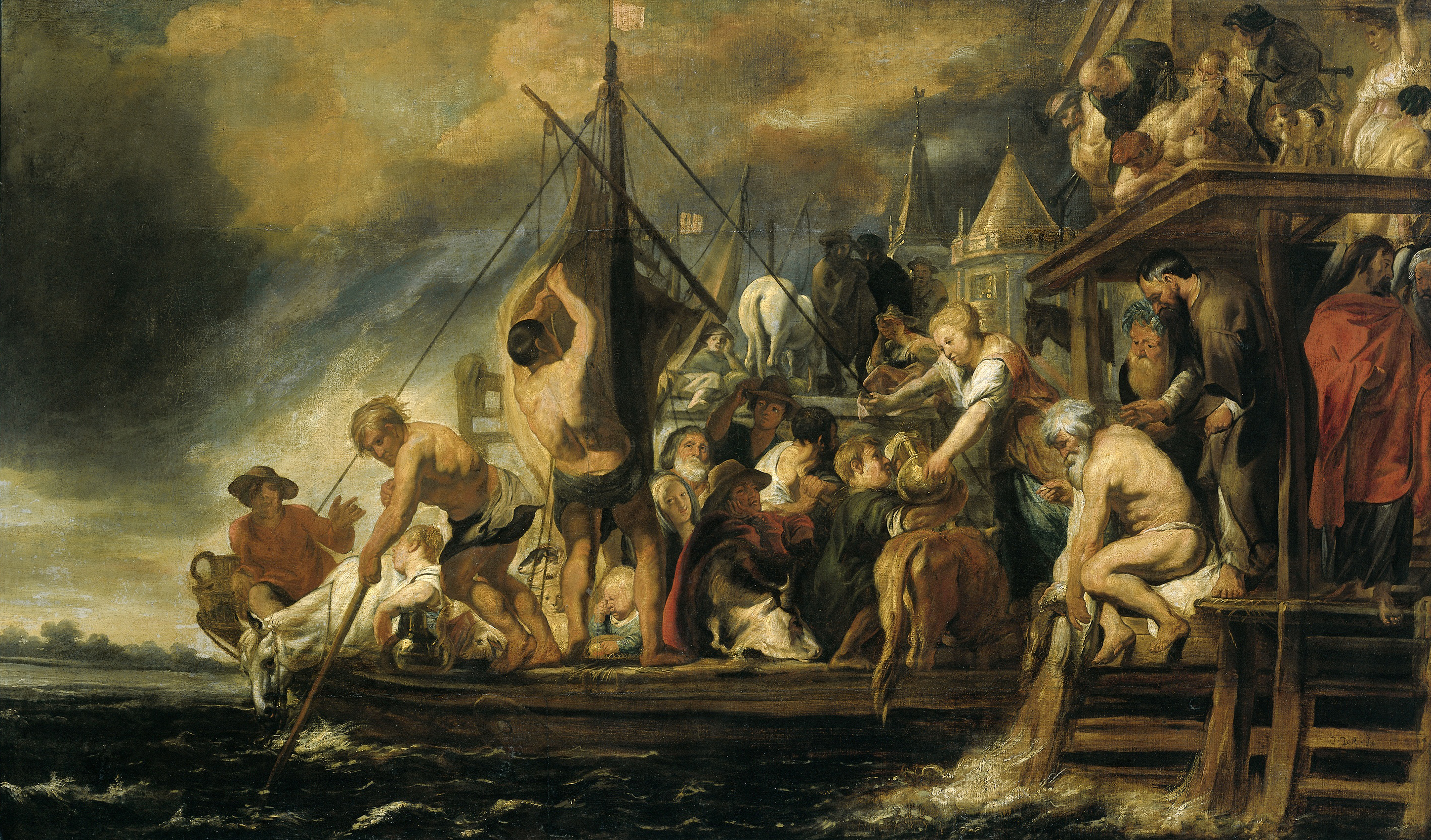
『貢の銭を探す聖ペトロ』（1623年頃）
アムステルダム国立美術館（アムステルダム）

『貢の銭を探す聖ペトロ』はアムステルダムの武器商人ルイス・デ・ヘールの依頼で1623年ごろに描かれたとされている。『マタイによる福音書』の17章24節から27節の、神殿への税を支払うことが出来ないペトロに対しキリストが魚の口から銀貨を見つけるように説いたというエピソードを表現した作品で、一艘の小舟に多くの人々が乗り込んだ構成で描かれている。聖ペテロと使徒たちが画面右側に描かれ、ペテロが舟に引き上げられた魚を見下ろしている構図である。描かれている使徒たちはこの絵画を観るものを意識していないが、子供とともにいる女性や、オールを漕いでいる船乗りなど明らかに観るものの方に視線を向けている人物も描かれている。とはいえ、ほとんどの人物は、魚を探す者、船を操る者、目的地への到着を待ちわびる乗客など、自身の行動に没頭した様子で描かれている。ヨルダーンス自身の習作から様々な外観、表情の人物肖像が選択されて描かれているが、同じ人物肖像が他の作品にも描かれていることも多い。近年大規模かつ完全な画集が刊行される際に『聖ペテロ』の修復が行われ、この作品が様々な試行錯誤を繰り返しながら何層にもわたって描かれていることが明らかになった。

### 『聖アポロニアの殉教』
アントウェルペンの聖アウグスティヌス教会には3点の祭壇画があった。どれも1628年に制作されたもので、もっとも大きなルーベンスの『聖母子を礼拝する聖者』を中心にして、アンソニー・ヴァン・ダイクの『法悦の聖アウグスティヌス』とヨルダーンスの『聖アポロニアの殉教』がその両横に配置されていた。ヨルダーンスの『聖アポロニアの殉教』が主題としているのは、拷問にあいつつも信仰を捨てることなく炎に飛び込んで死を選んだという3世紀のキリスト教の聖人アポロニアで、そのエピソードが多くの群衆とともに劇的に描かれている。ルーベンス、ヴァン・ダイク、ヨルダーンスは当時のアントウェルペンでもっともすぐれたバロック画家である。この3名が同時に共同作業を行ったのはこの聖アウグスティヌス教会から依頼を受けた祭壇画制作時の一度きりで、3名ともそれぞれの作品テーマに関連した作品を描き上げた。ルーベンスの祭壇画には聖人に囲まれた聖母マリアが、ヴァン・ダイクとヨルダーンスの祭壇画には聖母マリアを褒めたたえる聖人が描かれている。描かれている殉教と修道僧的暮らしを通じて、聖人たちの肖像が観る者を天国と神の世界へと招き入れるかのような連作だった。

### 『幼児ユピテルを育てるアマルテイア』

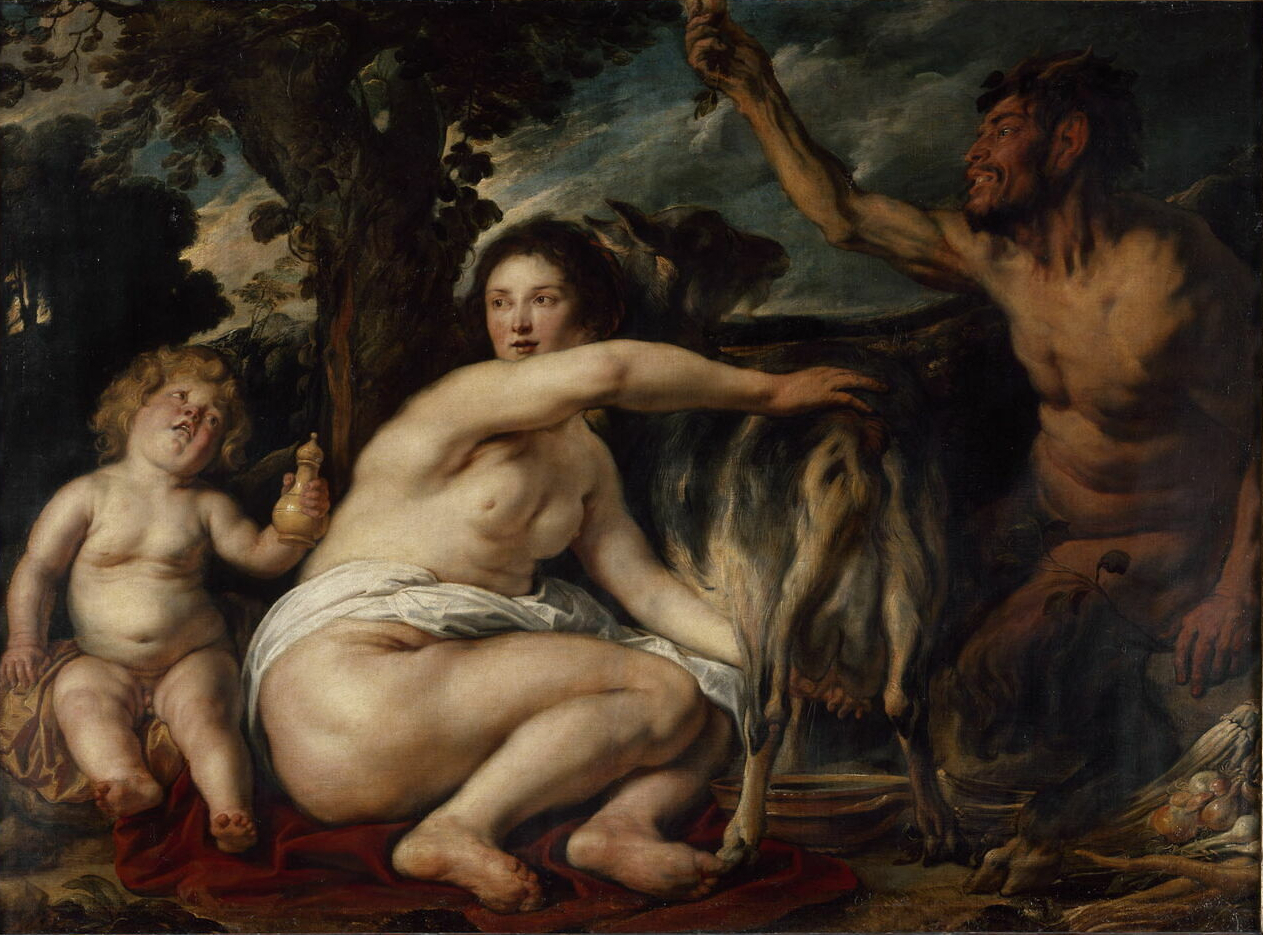
『The Infant Jupiter Fed by the Goat Amalthea』（1630年 - 1640年頃）
ルーブル美術館（パリ）

『幼児ユピテルを育てるアマルテイア』の背景には風景画が描かれている。描かれている山羊はギリシア・ローマ神話で幼少のユピテル（ゼウス）を育てたといわれるアマルテイアであり、アマルテイアは山羊ともニンフといわれているが、この作品では山羊として描かれている。腰布をまとって敷物の上に座り込んでいる画面中央の裸婦はニンフのアンドレステアで、青白い肌で描かれたアンドレステアの裸体と暗い色調で描かれたその他の肖像とが対照的に描かれている。アンドレステアは片手をアマルテイアの背中にかけ、もう片手はアマルテイアの乳房から乳を搾り出して受け皿にためている。アンドレアの背後に描かれた空のボトルを握りしめた幼いゼウスはミルクを求めて泣いている。右に描かれているのは半獣のサテュロスで、泣くユピテルの気をそらそうとして木の枝であやしている。オランダ人版画家スヘルト・ア・ボルスヴェルト (en:Schelte a Bolswert) が後にこの絵画を版画に起こし、この作品が持つ寓話的な意味合いを明確にした。この版画にラテン語で書かれた説明書きによれば、幼いユピテルは山羊の乳を与えられて育てられたために、神話でよく知られているように不倫を繰り返す浮気な神になってしまったとされている。

### 『酒を飲む王様』

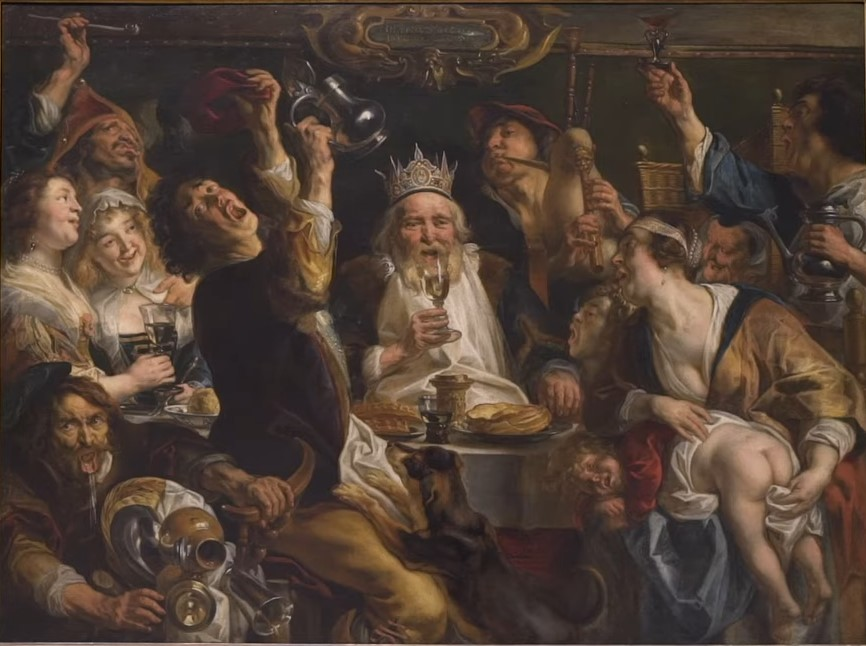
『酒を飲む王様』（1640年頃）
王立美術館（ブリュッセル）

ヨルダーンスは「酒を飲む王」をモチーフとした作品を複数描いており、そのうち1640年のバージョンがブリュッセルの王立美術館に所蔵されている。フランドルでは1月6日は公現祭で、ご馳走とワインを家族で分かち合って陽気に騒ぐ祝日になっている。晩餐のときには誰か一人が王に扮する慣わしで、この作品でヨルダーンスは最年長の人物に王の役を割り当てており、臣下の役割は王に扮した者自らが任命している。ヨルダーンスが描いた「酒を飲む王」の別ヴァージョンの絵画には、17名の人物肖像が肩を組んで騒いでいる作品や、画面最前面に多くの人物肖像が押し込まれるように描かれている作品などがあり、浮かれて馬鹿騒ぎをする人々の感情の高揚を描いた作品となっている。あまりに浮かれすぎて喧嘩寸前であったり、飲みすぎで嘔吐する男性など、ある意味惨めとも言える情景が描かれているようにも見える。ヨルダーンスはこの様な情景と画面最上部の「酔っ払い以上にひどい狂人は存在しない」という文言が刻まれた扁額を描くことによって、自分は酒飲みが嫌いだということを作品に表現している。

### 『大人が歌えば子供が笛吹く』

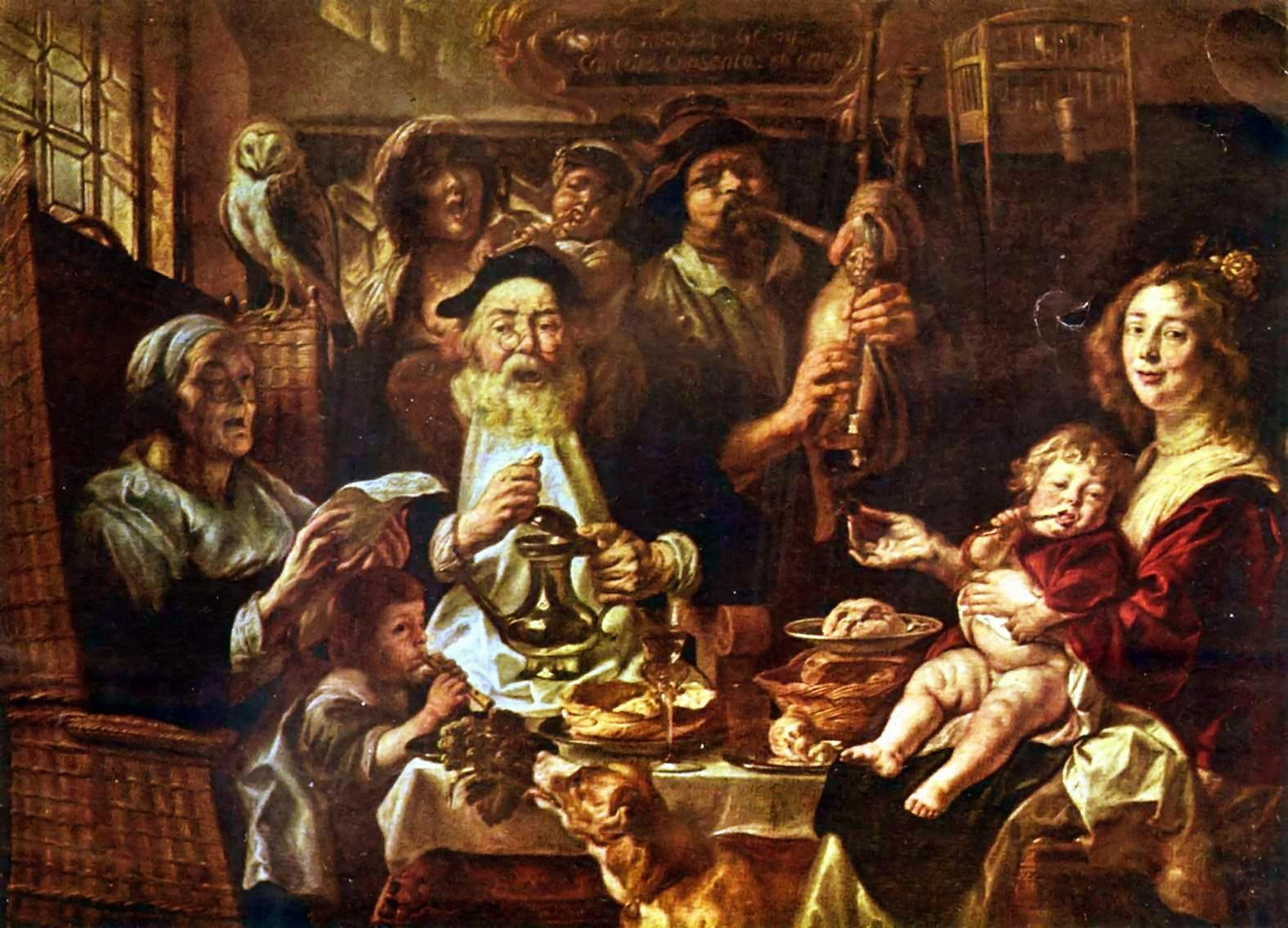
『大人が歌えば子供が笛吹く』（1638年 - 1640年頃）
ルーヴル美術館（パリ）

ルーヴル美術館が所蔵するヴァージョンの『大人が歌えば子供が笛吹く』は同じくルーヴル美術館が所有するヴァージョンの『酒を飲む王様』と対を成す絵画だと考えられている。どちらの絵画も道徳心を説く作品で、まったく同じ大きさであり作風も非常に似通っている。『大人が歌えば子供が笛吹く』には、楽団を背にしたアントウェルペンの裕福な中産階級の三世代家族が食卓に向かっている姿が描かれている。ヨルダーンスが好んで描いた画題であり、この作品にも何点かのヴァージョンが存在し、ヨルダーンスの義父アダム・ファン・ノールトが老人の役で描かれているものもある。どのヴァージョンでも老年、中年の人物が歌っており、子供が一緒に笛（パイプ）を吹いている。作品の題名は1632年に出版されたオランダ人詩人ヤコブ・カッツ (en:Jacob Cats) の寓意画集『Spiegel van den Ouden ende Nieuwen Tijdt』の有名な格言から来ている。もともとオランダには雛鳥は親鳥の鳴きまねをするという意味合いの「Zo de ouden zongen, zo piepen de jongen」という格言があり、カルヴァン主義者だったカッツはこの格言を子供は年長者のまねをするから両親は言動に気をつけなければならないという、道徳的な格言に置き換えて著書に記した。このルーブル美術館が所蔵するヴァージョンで描かれているのはバグパイプとフルートパイプだが、別のヴァージョンでは当時でも子供には有害だと考えられていた煙草のパイプを子供がくわえているものもある。どのヴァージョンの『大人が歌えば子供が笛吹く』でも、ヨルダーンスは年少者は年長者の真似をするものであるという道徳的な意味を込めて描いている。老女が座る藤椅子にとまった夜の鳥フクロウは人は必ず死ぬというメメント・モリの警句を象徴している。

### 『プロメテウス』

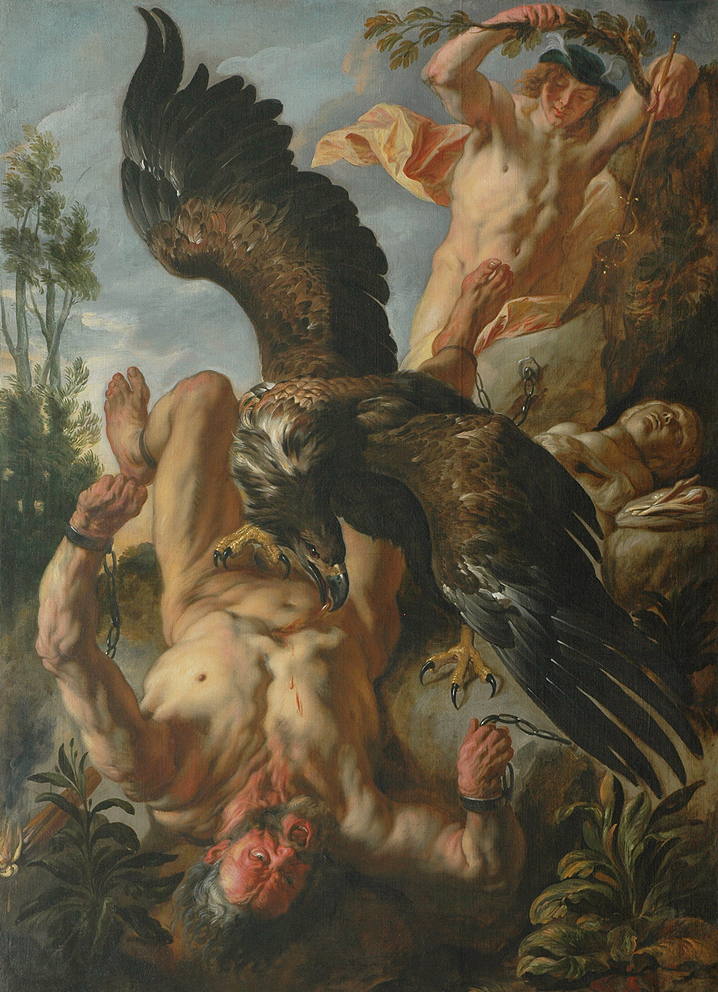
『プロメテウス』（1640）
ヴァルラーフ＝リヒャルツ美術館（ケルン）

1640年の作品『プロメテウス』は、夜毎再生する肝臓を毎日ワシに食われるという責め苦を受けるギリシャ神話の古神プロメテウスを描いた絵画である。プロメテウスは人間に火を与えるという不遜な行動をとったために主神ゼウスから罰を受けたというこのプロメテウスのエピソードは、人間の創造力を意味するモチーフとして芸術や自然科学の分野で多く取り上げられてきた。
ギリシア神話中でヘルメスは、人に火を与えるという軽率な行動をとったプロメテウスと敵対する神として描写されている。しかしながらこの作品でプロメテウスの背後に描かれているヘルメスは、プロメテウスの刑罰からの解放に手を貸そうとして描かれている。縛り付けられ虐待を受けるプロメテウスという表現は、もともと古代アテナイの三大悲劇詩人のひとりアイスキュロスの著作から来ているもので、その著作でヘルメスがプロメテウスを虐待しているのは、楽観的で後先を考えない軽率な行動を戒めるという意味があった。

ヨルダーンスの『プロメテウス』はルーベンスが描いた『プロメテウス』と関連性が非常に強い。ヨルダーンスの『プロメテウス』では、ワシが血走った眼をして仰向けになった全裸のプロメテウスにのしかかった構図で、痙攣して身体をよじるプロメテウスの刑罰と苦痛が描かれているが、これらはルーベンスが描いた数点の『プロメテウス』でも繰り返し描かれている表現である。ルーベンスの作品との相違点として、画面左に描かれた骨の詰まった麻袋（プロメテウスがゼウスを騙そうとした牛の骨）と粘土製の肖像彫刻（プロメテウスが新しい人類を創造したことの象徴）があげられる。その他に、ヨルダーンスの作品にはプロメテウスの激しい苦悶が非常に直截的に描かれているのに対し、ルーベンスの作品ではねじれた身体でのみプロメテウスの苦痛が表現されている。ヨルダーンスが描いたプロメテウスの表情はヨルダーンス自身の絵画になんども見られる表現であり、さらに当時のほかの画家たちの作品にもその影響をみることができる。

### キューピッドとプシュケの連作
ヨルダーンスは1639年から1940年のどこかの時点で、イングランド王チャールズ1世から連作絵画の制作依頼を受けている。この依頼はブリュッセル在住のイングランド王の代理人バルタザール・ガブリエルとアントワープ駐在外交官チェザーレ・アレッサンドロ・スカーリアを通じてもたらされた。神話のキューピッドとプシュケのエピソードをテーマとした作品群で、最終的には22点の絵画が1640年から1641年の間に描かれる予定だった。全作品の完成後にはグリニッジのイングランド王妃の別邸に飾られる予定だったが、ヨルダーンスには本当の依頼主と収蔵場所は知らされていなかった。ヨルダーンスは自身とイングランド宮廷との仲介を務める人物に作品の最初のデザインを提示したが、このときガブリエルはルーベンスのほうがこの計画には適任であると考えており、チャールズ1世にもルーベンスを登用するように推挙していた。しかしながらルーベンスが1640年5月30日に死去したため、このガブリエルの企ては頓挫し、ヨルダーンスが単独でこの計画全体の総責任者となった。しかしながら計画は遅々として進まず、立案から1年後の1641年5月にスカーリアの死去とともに『キューピッドとプシュケ』の連作絵画計画は瓦解してしまう。この計画が再開されることはなく、結局わずかに8点の作品のみが完成してイングランド王宮へと送られた。その後スカーリアの遺産相続人とヨルダーンスの子供との世代にいたるまで、8点の作品のうち7点の支払についての争いが延々と続く結果を招いている。

アントウェルペンのヨルダーンスの邸宅にはキューピッドとプシュケを描いた別の連作があり、少なくとも9点の作品が邸宅南館にあったサロンの天井に飾られていた。この連作にはギリシア・ローマ神話のプシュケのエピソードの中から、アポロンの神託を受けるプシュケの父王、キューピッドとプシュケの恋愛、好奇心に負けるプシュケ、飛び去るキューピッドなどが描かれていた。これらの絵画は下から見上げたときに栄えるように短縮遠近法を用いて描かれ、採用されている透視図法はルーベンスがアントウェルペンのイエズス会修道院に描いた天井画をそのまま真似たものとなっている。この連作は天井に設けられた八角形の小窓を通して鑑賞するように設置されていた。ヨルダーンスの孫が残した記録によれば、1708年に邸宅を売却したときにこれらの連作も同時に売り払われたとなっている。

### 『フレデリック・ヘンドリックの凱旋』

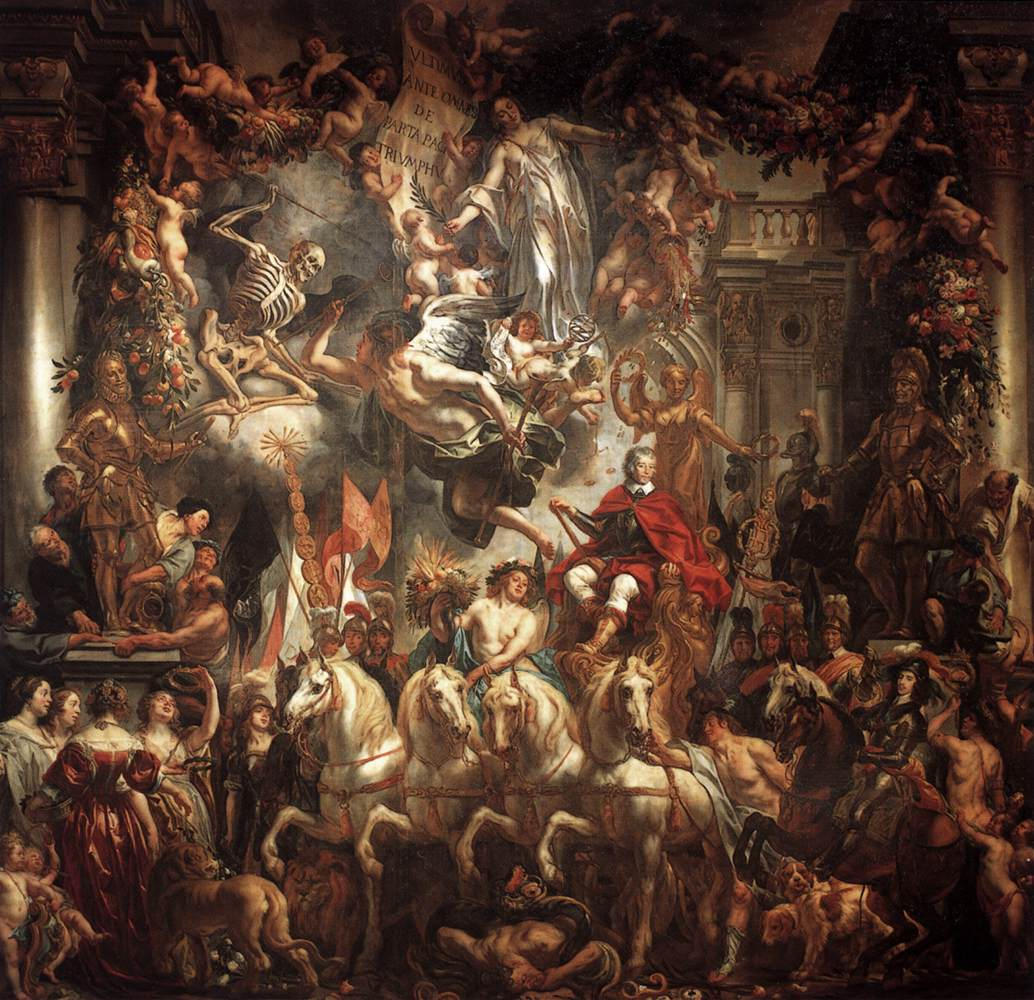
『フレデリック・ヘンドリック公の凱旋』（1651年頃）
ハウステンボス宮殿（ハーグ）

『フレデリック・ヘンドリック公の凱旋』は1651年ごろに描かれた作品で、オランダ総督だったオラニエ公フレデリック・ヘンドリックとその身内を取り囲む多数の集団肖像が描かれている。フレデリック自身は1647年に死去しているが、公妃アマーリエ・フォン・ゾルムス＝ブラウンフェルスはフレデリックの思い出を偲ぶためにこの作品を含む一連の絵画を描かせた。故人の記録を絵画として残すことは当時の慣行であり、これらフレデリックを描いた一連の絵画も生前の優れた業績を称えることを意図していた。個々の業績を文章ではなく分かりやすい意匠と肖像であらわしており、フレデリックの勇敢さと高潔さをさまざまな寓意を用いて表現している作品群である。フレデリックの死後、郊外にあった「森の家」を意味するハウステンボス宮殿に隠棲したアマーリアのためにハウステンボス宮殿に所蔵された。『フレデリック・ヘンドリック公の凱旋』はオラニエの間 (Oranjezaal) に飾られ、壁面下部のほとんどを占めるほどの大きなこの作品はオラニエの間にある絵画群のなかでも主要な作品となっていた。ヨルダーンスはルーベンス、ヴァン・ダイクとともにフランドル絵画の三大巨匠のひとりとして非常に高い評価を得ていたため、この栄誉ある作品の制作を依頼されたのである。

『フレデリック・ヘンドリック公の凱旋』に描かれているフレデリックは、神の化身のように平和の守護者として勝利の戦車に座し、オリーブの枝と様々な宝物でその繁栄と成功が表現されている。画面両横には東西インド諸島の文物を運び込む男たちが配され、公国の豊かな繁栄と同じく軍事的勝利においてもフレデリックが全責任を負っているかのように描かれている。『フレデリック・ヘンドリック公の凱旋』は非常に複雑な構成を持つ作品で、現代の研究者たちの間でもこの作品にどのような意味がこめられているかが議論されているが、すべてを解読することは非常に困難となっている。ヨルダーンスがまとめあげた『フレデリック・ヘンドリック公の凱旋』の主題を表面的に把握することは難しくないかもしれないが、この作品には何かを象徴する人物像などで埋め尽くされている。ヨルダーンスが描いたすべての意味を解釈するためには、描かれた当時のあらゆる絵画における象徴性、寓意性を理解する知識が必要とされるのである。

## タペストリのデザイン

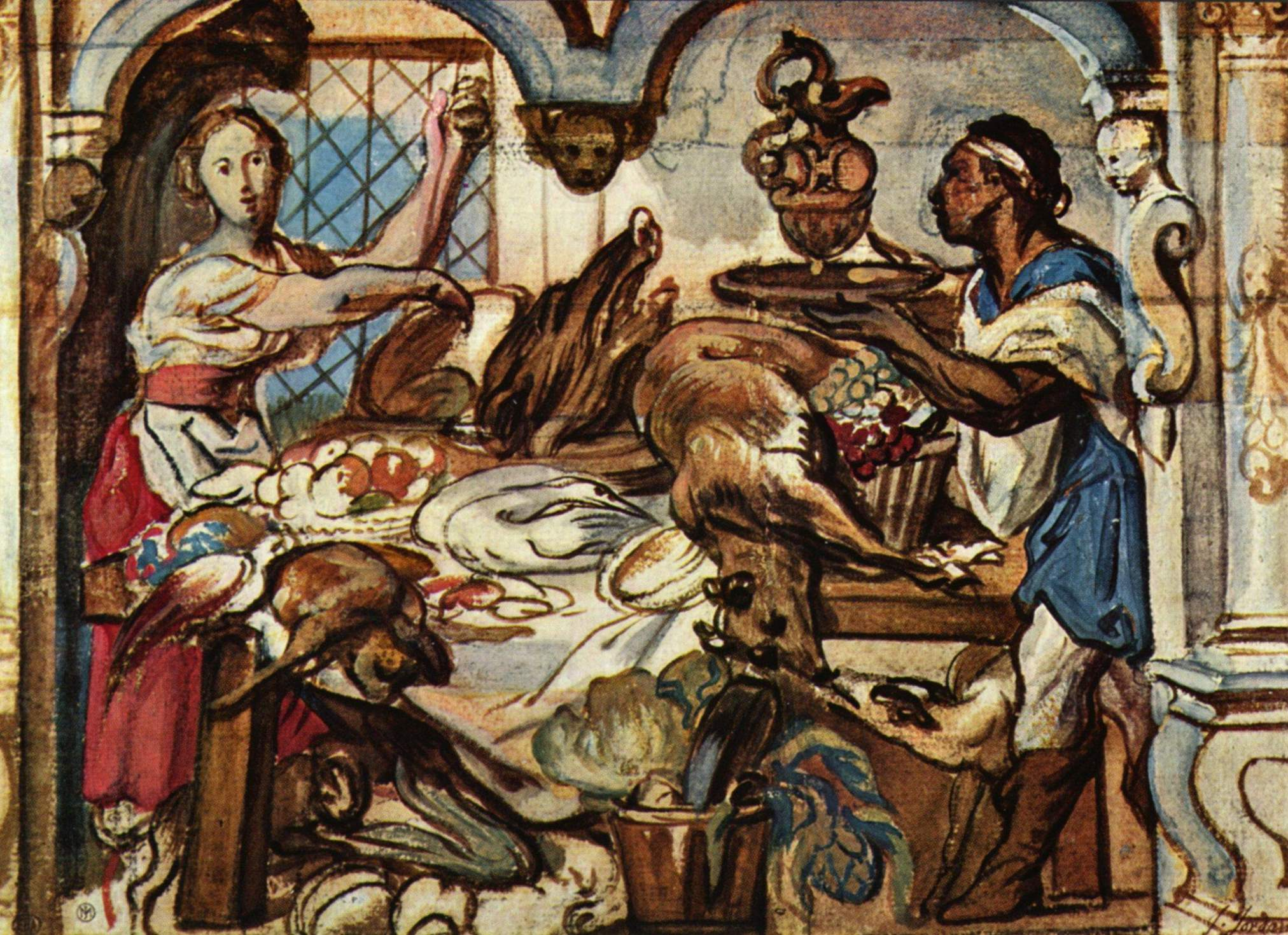
ヨルダーンスがタペストリの習作として描いた『台所の情景』

ヨルダーンスのもっとも重要な作品群の中に、タペストリ製作用に描いた多くの習作がある。タペストリはルネサンス期からバロック期を通じて最上級の芸術品とされており、制作側からするともっとも利益の上がる芸術作品だった。大規模なタペストリは、ヨーロッパの有力貴族の邸宅の壁を飾るために14世紀から制作され始めている。富裕な有力者たちはヨルダーンス、ルーベンス、コルトーナといった著名な芸術家を雇い、富や権力を誇示するために有名な歴史的人物や神話の登場人物に仮託した自分たちの肖像をタペストリに表現させた。ヨルダーンスはこのタペストリの分野に力をいれ、その優れた技術とスタイルで多くのタペストリデザインの制作依頼を受けている。ヨルダーンスは当時のもっとも優れたタペストリデザイナの一人として高く評価されていた。
ヨルダーンスのタペストリ製作工程には、前準備としてドローイングやスケッチによる下絵の制作が含まれていた。仕上げた下絵をタペストリの原寸大のサイズに拡大し、油彩によってより詳細な描き込みがなされてから、タペストリを織り上げる職人へと渡された。ヨルダーンスが前準備の下絵を描くときにはほとんどの場合水彩顔料を使用している。ただし油彩顔料で下絵を描くこともあり、この場合にはキャリア後期のキャンバスに直接描いた時期以外は紙に油彩顔料で描いていた。ヨルダーンスが制作に携わったタペストリの顧客は上流階級で、自らの社会的地位を表す象徴として旅行時や従軍時にも容易に持ち運びができることを特に重要視していた。
ヨルダーンスが依頼主をタペストリに表現した手法は多岐に渡り、ギリシア・ローマ神話、田園生活、シャルルマーニュの生涯など、様々なモチーフに仮託して依頼主をタペストリの登場人物として描き出した。ヨルダーンスのタペストリデザインには多くの人物肖像がぎっしりと描きこまれていることが特徴で、その二次元的平面描写がタペストリに仕上がったときには表面の織柄を際立たせる役割を果たし、「織物絵画」ともいえるような効果となって表れている。ヨルダーンスが自身の風俗画にも好んで描いた画面いっぱいの多くの人物肖像を、タペストリのデザインにも持ち込んだのである。

タペストリの下絵として描かれた『台所の情景 (Interior of a Kitchen )』がヨルダーンスのタペストリ製作過程の好例となっている。茶色のインクが用いられ、テーブル上の食材は黒のパステルで輪郭が描かれ、さらに顔料が塗布されている。そして人物肖像は最後に描きいれられている。最終的に完成したタペストリのデザインは下絵の『台所の情景』から変更されているが、この下絵の構成要素をもとにした静物画を17世紀のアントウェルペンの画家フランス・スナイデルスが描いた。スナイデルすの静物画は、『台所の情景』に非常に忠実に再現している。

## ドローイング
フランドル派画家としてのヨルダーンスの立場は、ルーベンスやヴァン・ダイクの「特徴的な」作風の支持者であり、そのことはヨルダーンスが描いた非常に多くの習作、下絵のドローイングにあらわれている。ヨルダーンスならびに同時代のフランドルの画家たちは、より大きな絵画を描く前の準備、あるいは古代美術の理想を習得するために下準備として習作や下絵を何度も描くという、フランドル派芸術家たちが継承してきた伝統の信奉者だった。ヨルダーンスが描いた現存しているドローイングはおよそ450点といわれているが、研究家のなかには画家の特定に疑義を唱えているものもいる。絵画技術の専門家としてのヨルダーンスはガッシュ、水彩を用いてドローイングを描いている。ドローイングに用いる紙は非常に節約して使用しており、紙をつぎはぎして使用することもあった。

### 『四月の寓意』
『四月の寓意』と呼ばれているドローイングに何が描かれているのかは長期にわたって議論となっている。雄牛の背に乗る裸婦というモチーフはエウロペの略奪を意味していると考えられる。エウロペの略奪はギリシア神話のエピソードで、裸身のエウロペと雄牛に身を変えたユピテルが絵画作品によく用いられているテーマとなっている。そのほかの主張として、このドローイングは4月を意味する寓意が多数描かれているとするものがある。たとえば雄牛は黄道十二宮で春を意味する金牛宮、花束を握りしめた裸婦像は春の女神フローラ、フローラの周りに描かれている人物たちは豊穣神ケレスとワインの神バッカスの師シレノスたちであるとする意見である。